# Râul Pistruia
Râul Pistruia este un curs de apă afluent al râului Firiza.  Se formează la confluența brațelor Pistruia Mare și Pistruia Mică

## Hărți
- Harta județului Maramureș
- Harta muntii Gutâi  Arhivat în 4 martie 2016, la Wayback Machine.